# Karstula
Karstula est une municipalité du centre-ouest de la Finlande, dans la région de Finlande-Centrale.

## Géographie
L'ouest de la commune, à la frontière de l'Ostrobotnie du Sud, est traversé par la moraine de Suomenselkä. Quelques lacs de moyenne importance s'étendent à l'est, le principal étant le Pääjärvi au bord duquel est construit le village.
Le village compte plusieurs bâtiment historiques ainsi qu'une maison dessinée par Alvar Aalto.
La municipalité est entourée par les communes de Kyyjärvi au nord, Kivijärvi au nord-est, Kannonkoski à l'est, Saarijärvi au sud-est, Pylkönmäki au sud, et côté Ostrobotnie du Sud par Soini à l'ouest.

## Transports
Karstula est traversée par la route nationale 13 entre Kokkola et Lappeenranta, la route principale 58 entre Kangasala et Kärsämäki, la route principale 77 entre Kyyjärvi et Siilinjärvi.
La seututie 636 la relie à Saarijärvi et la seututie 697 à Seinäjoki.

## Politique et administration

### Conseil municipal
Le Conseil municipal est composé de 23 conseillers.
Après les élections municipales finlandaises de 2021, la répartition des sièges est la suivante de 2021 à 2025 :
| Parti                            | Parti                           | Sièges |
| -------------------------------- | ------------------------------- | ------ |
|                                  | Parti du centre                 | 10     |
|                                  | Parti social-démocrate          | 4      |
|                                  | Vrais Finlandais                | 4      |
|                                  | Parti de la coalition nationale | 4      |
|                                  | Chrétiens-démocrates            | 1      |
| Sources : tulospalvelu.vaalit.fi |                                 |        |

## Démographie
Depuis 1980, l'évolution démographique de Karstula est la suivante, :
| Année      | 1980  | 1985  | 1990  | 1995  | 2000  | 2005  |
| ---------- | ----- | ----- | ----- | ----- | ----- | ----- |
| population | 5 582 | 5 665 | 5 610 | 5 467 | 5 137 | 4 801 |

| Année      | 2010  | 2015  | 2020  |
| ---------- | ----- | ----- | ----- |
| population | 4 507 | 4 282 | 3 921 |

## Galerie

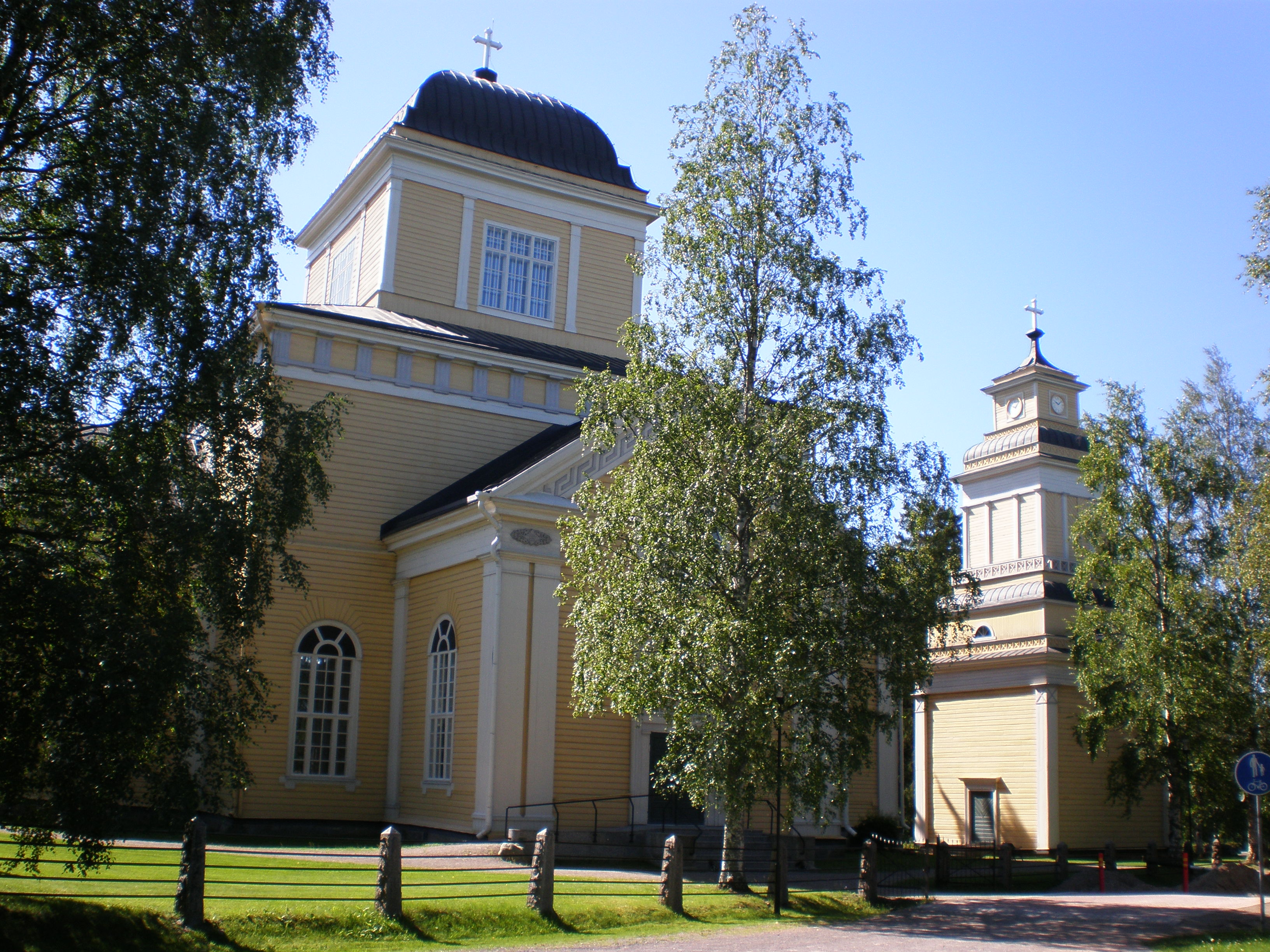
Église de Karstula.
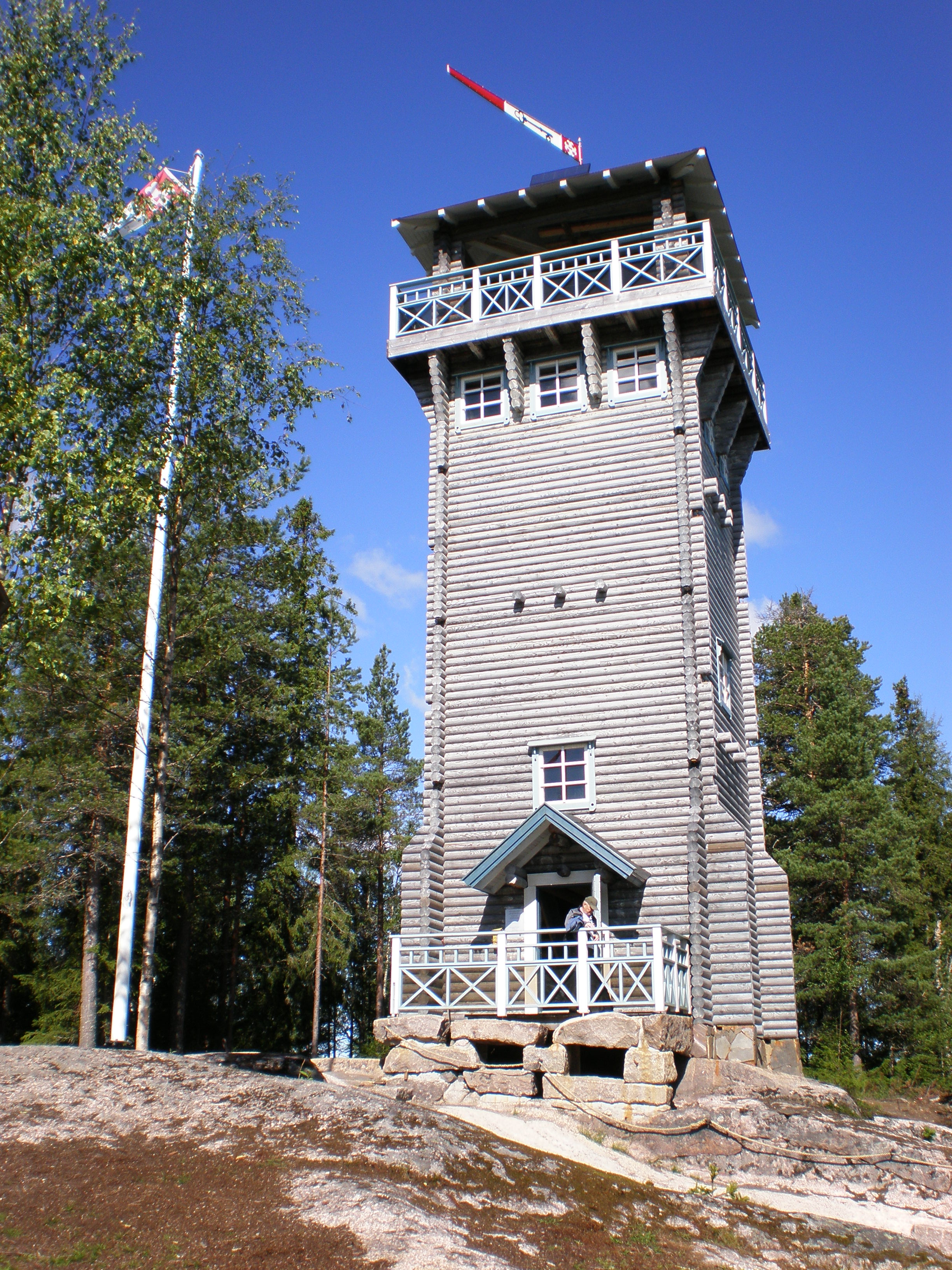
La tour d'observation.
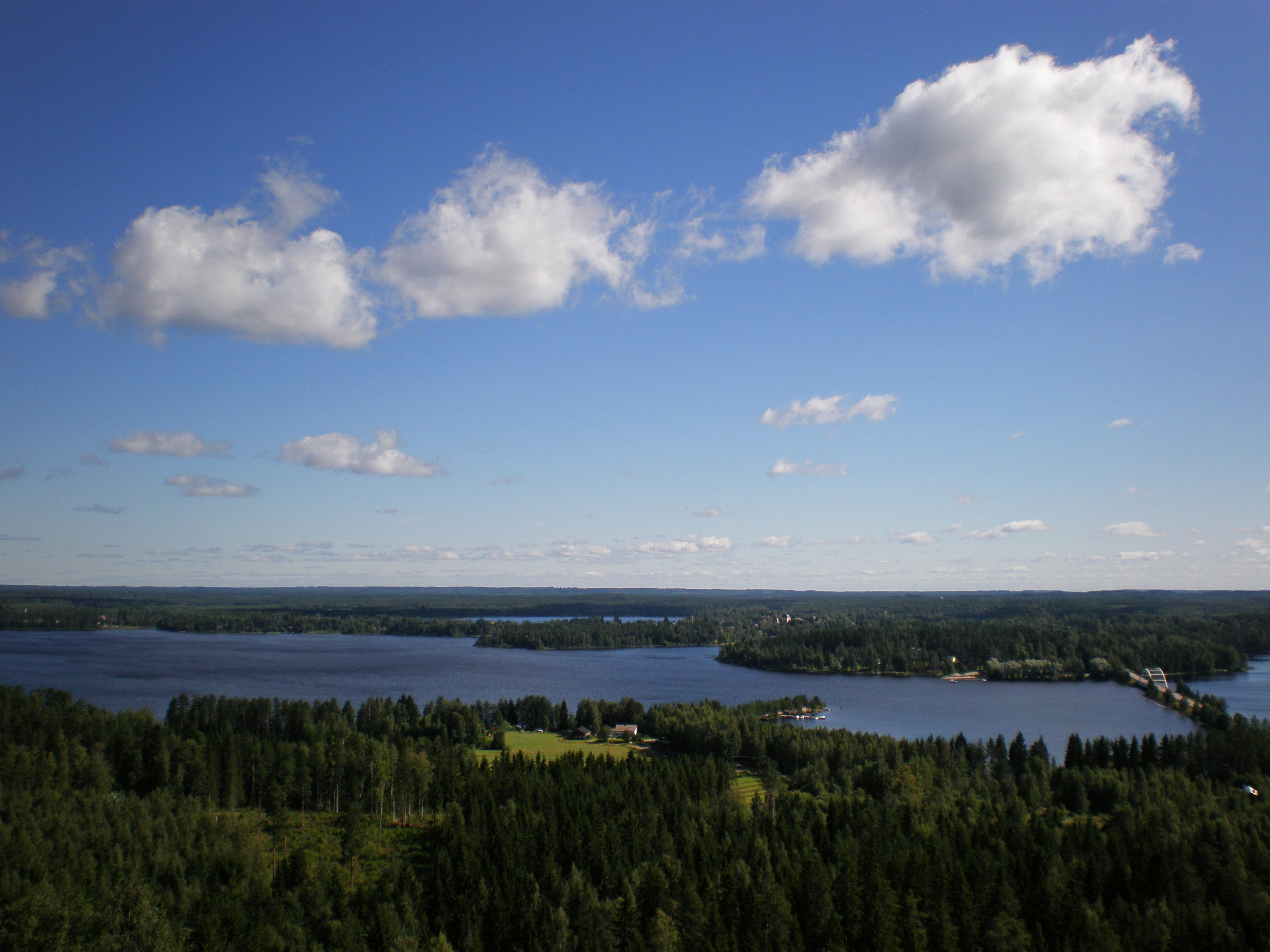
Le Lac Pääjärvi (fi).